# Disfunción ejecutiva
En psicología y neurociencia, la disfunción ejecutiva o déficit de la función ejecutiva se refiere a una alteración en la eficacia de las funciones ejecutivas, un conjunto de procesos cognitivos que regulan, controlan y gestionan otros procesos cognitivos. La disfunción ejecutiva puede manifestarse tanto en déficits neurocognitivos como en síntomas conductuales. Está implicada en numerosos trastornos neurológicos y trastornos mentales, así como en cambios a corto y largo plazo en el control ejecutivo no clínicos. Puede abarcar dificultades cognitivas como la planificación, organización, inicio de tareas y autorregulación emocional. Es una característica central del trastorno por déficit de atención con hiperactividad (TDAH) y puede explicar muchos otros síntomas reconocidos. La disfunción ejecutiva extrema es la característica principal del síndrome disejecutivo.

## Descripción general
Las funciones ejecutivas son un constructo teórico que representa un dominio de procesos cognitivos que regulan, controlan y gestionan otras funciones cognitivas. No son un concepto unitario, sino una descripción amplia de los procesos involucrados en ciertas áreas de control cognitivo y conductual. Estos procesos son esenciales para el funcionamiento cerebral superior, especialmente en la formación de metas, la planificación, la acción dirigida a objetivos, el autocontrol, la atención, la inhibición de respuestas y la coordinación de cognición y control motor complejos para un desempeño efectivo. Los déficits en las funciones ejecutivas se observan en todas las poblaciones en diversos grados, pero una disfunción ejecutiva severa puede tener efectos devastadores en la cognición y el comportamiento, tanto en contextos individuales como sociales, en la vida cotidiana. 
La disfunción ejecutiva ocurre en un grado menor en todos los individuos, tanto a corto como a largo plazo. En poblaciones no clínicas, la activación de procesos ejecutivos parece inhibir una mayor activación de los mismos, sugiriendo un mecanismo para las fluctuaciones normales en el control ejecutivo. El declive de las funciones ejecutivas también está asociado tanto con el envejecimiento normal como clínico; el deterioro de los procesos de memoria con la edad parece afectar las funciones ejecutivas, lo que también señala el papel general de la memoria en estas funciones.
La disfunción ejecutiva implica consistentemente alteraciones en el comportamiento orientado a tareas, que requiere control ejecutivo para inhibir respuestas habituales y activar metas. Este control es responsable de ajustar el comportamiento para reconciliar los cambios ambientales con metas para un comportamiento efectivo. Las alteraciones en la flexibilidad cognitiva son una característica notable de la disfunción ejecutiva; esta habilidad permite cambiar dinámicamente el foco de atención entre puntos de fijación según metas cambiantes y estímulos ambientales. Esto ofrece una explicación parsimoniosa para la frecuente ocurrencia de comportamientos impulsivos, hiperactivos, desorganizados y agresivos en pacientes clínicos con disfunción ejecutiva. Un estudio de 2011 confirma que la falta de autocontrol, mayor impulsividad y desorganización en la disfunción ejecutiva conducen a mayores niveles de comportamiento agresivo.
La disfunción ejecutiva, particularmente en la capacidad de la memoria de trabajo, también puede llevar a diversos grados de desregulación emocional, que puede manifestarse como depresión crónica, ansiedad o hiperemotividad. Russell Barkley propuso un modelo híbrido sobre el papel de la desinhibición conductual en la presentación del TDAH, que ha servido como base para mucha investigación sobre este trastorno y las implicaciones más amplias del sistema ejecutivo.
Otros síntomas comunes y distintivos de la disfunción ejecutiva incluyen el comportamiento de utilización, que es la manipulación o uso compulsivo de objetos cercanos simplemente por su presencia y accesibilidad, en lugar de una razón funcional; así como el comportamiento de imitación, una tendencia a depender de la imitación como medio principal de relación social. Las investigaciones también sugieren que el cambio de conjunto ejecutivo es un co-mediador con la memoria episódica de la precisión del sentimiento de saber, de modo que la disfunción ejecutiva puede reducir esta precisión.
Existen pruebas que sugieren que la disfunción ejecutiva puede producir efectos beneficiosos además de los desadaptativos. Abraham junto con otros investigadores demuestran que el pensamiento creativo en la esquizofrenia está mediado por la disfunción ejecutiva, estableciendo una etiología sólida para la creatividad en el psicoticismo, señalando una preferencia cognitiva por un pensamiento asociativo más amplio frente al pensamiento orientado a metas, que se asemeja a aspectos del TDAH. Se postula que elementos de la psicosis están presentes tanto en el TDAH como en la esquizofrenia o la esquizotipia debido a la superposición de dopamina.

## Causas
La disfunción ejecutiva presenta una etiología heterogénea, dado que múltiples procesos neurocognitivos están implicados en el sistema ejecutivo y cada uno puede verse afectado por diversos factores genéticos y ambientales. El aprendizaje y el desarrollo de la memoria a largo plazo influyen en la gravedad de la disfunción ejecutiva mediante una interacción dinámica con características neurológicas. Estudios en neurociencia cognitiva indican que las funciones ejecutivas están ampliamente distribuidas en el cerebro, aunque se han identificado algunas áreas como principales contribuyentes. La disfunción ejecutiva se analiza exhaustivamente en neuropsicología clínica, lo que permite establecer correlaciones entre síntomas disfuncionales y sus correspondencias neurológicas. Un estudio de 2015 confirmó una correlación positiva entre la disfunción ejecutiva y trastornos del neurodesarrollo, como el trastorno del espectro autista (TEA) o el trastorno por déficit de atención con hiperactividad (TDAH).
Los procesos ejecutivos están estrechamente ligados a las capacidades de recuperación de la memoria para un control cognitivo global; en particular, la información sobre metas o tareas se almacena tanto en la memoria a corto plazo como en la memoria a largo plazo y un desempeño efectivo requiere un almacenamiento y recuperación eficientes de esta información.
La disfunción ejecutiva caracteriza muchos de los síntomas observados en diversas poblaciones clínicas. En casos de lesión cerebral adquirida y enfermedades neurodegenerativas, existe una clara etiología neurológica que produce síntomas disfuncionales. Por el contrario, los síndromes ytrastornos mentales se definen y diagnostican según su sintomatología más que por su etiología. Así, mientras que la enfermedad de Parkinson, una condición neurodegenerativa, causa disfunción ejecutiva, un trastorno como el TDAH es una clasificación otorgada a un conjunto de síntomas determinados subjetivamente que implican disfunción ejecutiva; modelos de las décadas de 1990 y 2000 sugieren que dichos síntomas clínicos son causados por esta disfunción.

### Neurofisiología
Las funciones ejecutivas no constituyen un concepto unitario. Numerosos estudios han intentado identificar las regiones cerebrales exactas responsables de la disfunción, generando una gran cantidad de información que a menudo es contradictoria, que señala una distribución amplia e inconsistente de dichas funciones. Una suposición común es que los procesos de control ejecutivo alterados están asociados con patologías en las regiones prefrotales del cerebro. Esto se respalda parcialmente por la literatura primaria, que muestra tanto la activación prefrontal como la comunicación entre la corteza prefrontal y otras áreas asociadas con las funciones ejecutivas, como los ganglios basales y el cerebelo.
En la mayoría de los casos de disfunción ejecutiva, los déficits se atribuyen al daño o disfunción del lóbulo frontal o a interrupción en la conectividad fronto-subcortical. Los estudios de neuroimagen con tomografías por emisión de positrones (TEP) y resonancia magnética funcional (IRMf) han confirmado la relación entre la función ejecutiva y la patología frontal funcional. Además, estos estudios han sugerido que algunas funciones constituyentes no están localizadas de forma discreta en regiones prefrontales. Los estudios de imagen funcional que emplean diferentes pruebas de función ejecutiva han señalado que la corteza prefrontal dorsolateral es el sitio principal de activación cortical durante estas tareas. Asimismo, estudios de TEP en pacientes con enfermedad de Parkinson han sugerido que las pruebas de función ejecutiva están asociadas con un funcionamiento anormal en el globo pálido y parecen ser el resultado genuino del daño en los ganglios basales.
Con una carga cognitiva sustancial, las señales de fMRI indican una red común de cortezas frontal, parietal y occipital, el tálamo y el cerebelo. Esta observación sugiere que las funciones ejecutivas están mediadas por redes dinámicas y flexibles, caracterizadas mediante análisis de integración funcional y conectividad efectiva. El circuito completo que subyace a las funciones ejecutivas incluye tanto un circuito directo como uno indirecto. El circuito neural responsable del funcionamiento ejecutivo se encuentra principalmente en el lóbulo frontal, dicho circuito principal se origina en la corteza prefrontal dorsolateral o córtex órbitofrontal y se proyecta a través del estriado y el tálamo para regresar a la corteza prefrontal.
No es sorprendente que las placas y ovillos en la corteza frontal puedan causar interrupciones en las funciones, así como daños en las conexiones entre la corteza prefrontal y el hipocampo. Otro punto importante es el hallazgo de que las imágenes estructurales de resonancia magnética vinculan la gravedad de las lesiones en la sustancia blanca con déficits en la cognición.
La perspectiva emergente sugiere que los procesos cognitivos se materializan a partir de redes que abarcan múltiples sitios corticales con funciones colaborativas y superpuestas. Un desafío para futuras investigaciones será mapear las múltiples regiones cerebrales que podrían combinarse de diversas maneras, dependiendo de los requisitos de la tarea.

### Genética
Ciertos genes han sido identificados con una clara correlación con la disfunción ejecutiva y psicopatologías relacionadas. Según Friedman en colaboración con otros autores en 2008, la heredabilidad de las funciones ejecutivas es una de las más altas entre los rasgos psicológicos. El gen del receptor de dopamina D4 (DRD4) con un polimorfismo de repetición 7' (7R) ha mostrado repetidamente una fuerte correlación con un estilo de respuesta impulsiva en pruebas psicológicas de disfunción ejecutiva, particularmente en el TDAH clínico. El gen catecol-o-metil transferasa (COMT) codifica una enzima que degrada neurotransmisores catecolaminérgicos (dopamina y norepinefrina) y su polimorfismo Val158Met está vinculado con la modulación de la cognición y el comportamiento orientados a tareas concretas como el cambio de juego y la experiencia de recompensa, que son aspectos importantes del funcionamiento ejecutivo. Además, la COMT también está relacionado con la respuesta al metilfenidato (medicación estimulante) en niños con TDAH. Tanto los polimorfismos DRD4 y 7R como COMT y Val158Met también están correlacionados con la disfunción ejecutiva en la esquizofrenia y el comportamiento esquizotípico.

### Perspectiva evolutiva
El lóbulo prefrontal controla dos dominios relacionados con el funcionamiento ejecutivo. El primero es la mediación de habilidades involucradas en la planificación, resolución de problemas, comprensión de información, así como la participación en procesos de memoria de trabajo y atención controlada. En este sentido, el lóbulo prefrontal está involucrado en el manejo de situaciones cotidianas básicas, especialmente aquellas que implican funciones metacognitivas. El segundo dominio implica la capacidad de satisfacer necesidades biológicas mediante la coordinación de la cognición y las emociones, ambas asociadas con las áreas frontal y prefrontal.
Desde una perspectiva evolutiva, se ha hipotetizado que el sistema ejecutivo pudo haber evolucionado para cumplir varios propósitos adaptativos. En humanos, el lóbulo prefrontal se ha asociado tanto con funciones ejecutivas metacognitivas como emocionales. La teoría y la evidencia sugieren que los lóbulos frontales en otros primates también median y regulan las emociones, pero no demuestran las capacidades metacognitivas observadas en humanos. Esta singularidad del sistema ejecutivo en humanos implica que también hubo algo único en el entorno de los humanos ancestrales, lo que dio lugar a la necesidad de funciones ejecutivas como adaptaciones a ese entorno. Algunos ejemplos de posibles problemas adaptativos que habrían sido resueltos por la evolución de un sistema ejecutivo incluyen, el intercambio social, imitación y aprendizaje observacional, comprensión pedagógica mejorada, construcción y uso de herramientas y comunicación efectiva.
En una línea similar, algunos han argumentado que las capacidades metacognitivas únicas demostradas por los humanos han surgido del desarrollo de sistemas sofisticados de lenguaje y cultura. Además, en un contexto de desarrollo, se ha propuesto que cada capacidad de función ejecutiva se originó como una forma de comportamiento público dirigido al entorno externo, pero luego se volvió autodirigido y finalmente privado para el individuo a lo largo del desarrollo de la autorregulación. Estos cambios en la función ilustran la estrategia evolutivamente relevante de maximizar las consecuencias sociales a largo plazo sobre las de corto plazo, a través del desarrollo de un control interno del comportamiento.

## Evaluación y medición
Existen diversas herramientas para evaluar las capacidades de funcionamiento ejecutivo de una persona. A pesar de que una persona no profesional con formación que trabaje fuera de un entorno institucionalizado puede realizar de forma legal y competente muchas de estas medidas, los resultados más precisos se obtienen cuando un profesional capacitado administra la prueba en un entorno estandarizado.

### Prueba del dibujo del reloj
La prueba del dibujo del reloj, es una tarea cognitiva breve que los médicos pueden emplear cuando sospechan disfunción neurológica tras evaluar la historia clínica y el examen físico del paciente. Es relativamente sencillo capacitar a personal no profesional para administrar esta prueba, lo que la hace ideal para entornos educativos y geriátricos, además, sirve como una medida preliminar para detectar la probabilidad de déficits futuros. Las diferencias generacionales, educativas y culturales no afectan significativamente su utilidad.
El procedimiento comienza cuando se le pide al participante que dibuje un reloj marcando una hora específica, generalmente las 11:10 min. Una vez completada esta tarea, el examinador dibuja un reloj con las manecillas en la misma hora y solicita al participante que lo copie. Los errores en el dibujo del reloj se clasifican en categorías como omisiones, perseveraciones, rotaciones, colocaciones erróneas, distorsiones, sustituciones y adiciones. Durante esta actividad se evalúan aspectos como memoria, concentración, iniciativa, energía, claridad mental e indecisión. Las personas con déficits en el funcionamiento ejecutivo suelen cometer errores en el primer dibujo, pero no en la tarea de copia. En otras palabras, serán incapaces de generar su propio ejemplo, pero mostrarán destreza en la tarea de copia.

### Tarea deStroop
La tarea de Stroop evalúa la atención dirigida, un mecanismo cognitivo clave. Esta prueba mide procesos como la gestión de la atención, la velocidad y precisión en la lectura de palabras y colores, así como la inhibición de estímulos competitivos. El estímulo consiste en una palabra de color escrita en un color diferente al que describe, por ejemplo, la palabra "rojo" escrita en azul. El participante debe identificar verbalmente el color de la tinta, ignorando el significado de la palabra. En el ejemplo anterior, debería decir "azul". Aunque la mayoría de las personas experimenta cierta demora al procesar texto y color incompatibles, este efecto es más pronunciado en quienes presentan déficits de inhibición. La tarea Stroop aprovecha el hecho de que la mayoría de los seres humanos son tan competentes en la lectura de palabras en color que resulta extremadamente difícil ignorar esta información y en su lugar, reconocer y decir el color en el que está impresa la palabra. La tarea Stroop es una evaluación de la vitalidad y flexibilidad atencionales. Las versiones modernas de esta prueba tienden a ser más complejas para reducir su sensibilidad.

### Prueba de trazo
Otra prueba destacada de disfunción ejecutiva es la conocida como prueba de trazo. Esta prueba consta de dos partes principales, la A y la B, siendo la parte B más compleja, ya que evalúa factores avanzados de control motor y percepción. La Parte B de la prueba consiste en múltiples círculos que contienen letras (A-L) y números (1-12), el objetivo del participante en esta prueba es conectar los círculos en orden, alternando entre número y letra (por ejemplo, 1-A-2-B) de principio a fin. La tarea se cronometra para medir la velocidad de procesamiento. La parte B exige un cambio de conjunto con demandas motoras y perceptuales mínimas, proporcionando un índice claro del funcionamiento ejecutivo. Durante la prueba se evalúan habilidades como impulsividad, atención visual y velocidad motora.

### Prueba de Clasificación de Cartas de Wisconsin
La Prueba de Clasificación de Cartas de Wisconsin mide la competencia en razonamiento abstracto y la capacidad para adaptar estrategias de resolución de problemas según sea necesario. Estas habilidades dependen principalmente de los lóbulos frontales y los ganglios basales, componentes clave del funcionamiento ejecutivo; lo que convierte a la prueba en una buena medida para este propósito
La prueba utiliza un mazo de 128 cartas que incluye cuatro cartas de estímulo, las figuras en las cartas varían en color, cantidad y forma. Los participantes reciben un conjunto adicional de cartas y deben emparejar cada una con una de las cartas iniciales. Generalmente, los niños de entre 9 y 11 años pueden demostrar la flexibilidad cognitiva requerida para esta prueba.

## En poblaciones clínicas
El sistema ejecutivo, con su amplia gama de funciones, depende de diversos procesos neurocognitivos y es fundamental en ellos. La disfunción ejecutiva grave, sin relación con una enfermedad o trastorno específico, se clasifica como síndrome disejecutivo y suele manifestarse tras daños en los lóbulos frontales de la corteza cerebral. Como resultado, la disfunción ejecutiva está implicada etiológicamente o como comorbilidad en numerosas enfermedades psiquiátricas, que a menudo presentan síntomas similares a los del síndrome disejecutivo. Se ha estudiado exhaustivamente en relación con trastornos del desarrollo cognitivo, trastornos psicótico, trastornos del estado de ánimo, trastorno de conducta y enfermedades neurodegenerativas, así como en casos de lesión cerebral adquirida.
El síndrome de dependencia ambiental es un síndrome disejecutivo caracterizado por una marcada dependencia conductual de estímulos ambientales, acompañado de comportamientos excesivos de imitación y utilización. Se ha observado en pacientes con diversas etiologías, incluyendo lesión cerebral adquirida, exposición a tartrato de fendimetrazina, accidentes cerebrovasculares y lesiones en los lóbulos frontales.

### Esquizofrenia
La esquizofrenia se describe comúnmente como un trastorno mental en el que la persona pierde contacto con la realidad debido a alteraciones en los patrones de pensamiento y percepción. Aunque su etiología no se comprende completamente, está estrechamente relacionada con la actividad dopaminérgica y se asocia fuertemente con elementos neurocognitivos y genéticos de la disfunción ejecutiva. Las personas con esquizofrenia pueden mostrar amnesia en partes de su memoria episódica. El daño observado en la memoria explícita, de acceso consciente, se atribuye generalmente a los pensamientos fragmentados que caracterizan el trastorno, estos pensamientos fragmentados producen una organización igualmente fragmentada en la memoria durante la codificación y el almacenamiento, dificultando la recuperación. Sin embargo, la memoria implícita suele estar preservada en pacientes con esquizofrenia.
Los pacientes con esquizofrenia muestran un rendimiento conservado en medidas de atención visual y verbal, concentración y recuerdo inmediato de dígitos, lo que sugiere que los déficits observados no se deben a problemas de atención o memoria a corto plazo, sin embargo, se midió un rendimiento deficiente en medidas psicométricas que evalúan funciones ejecutivas de orden superior. Los problemas en la memoria de trabajo y la multitarea caracterizan típicamente el trastorno. Las personas con esquizofrenia también tienden a mostrar déficits en la inhibición de respuestas y en la flexibilidad cognitiva.
Los pacientes a menudo presentan déficits notables en el componente ejecutivo central de la memoria de trabajo, según el modelo de Baddeley y Hitch. Sin embargo, el rendimiento en tareas asociadas con el bucle fonológico y el cuaderno visoespacial suele estar menos afectado. Más específicamente, los pacientes con esquizofrenia muestran deterioro en el componente ejecutivo central de la memoria de trabajo, especialmente en tareas que requieren el sistema visoespacial para el control ejecutivo. El sistema fonológico parece estar más generalmente preservado.

### Trastorno por déficit de atención con hiperactividad
El trastorno por déficit de atención con hiperactividad (TDAH) se caracteriza por una tríada de síntomas principales como la inatención, hiperactividad e impulsividad. Las personas con el transtorno a menudo experimentan problemas con la organización, la disciplina y el establecimiento de prioridades, dificultades que suelen persistir desde la infancia hasta la edad adulta. En niños y adultos, se ha identificado una disfunción ejecutiva subyacente que involucra regiones prefrontales y otras estructuras subcorticales interconectadas, como resultado, las personas suelen tener un rendimiento más bajo que los sujetos de referencia en el control de interferencias, la flexibilidad mental y la fluidez verbal, Además, en los casos de TDAH se observa un deterioro más central de la autorregulación. Sin embargo, algunas investigaciones sugieren que la gravedad de la disfunción ejecutiva en personas con el transtorno disminuye con la edad, ya que aprenden a compensar estos déficits. Por lo tanto, la disminución de la disfunción ejecutiva en adultos con TDAH en comparación con niños se considera un reflejo de estrategias compensatorias (por ejemplo, usar horarios para organizar tareas) en lugar de diferencias neurológicas.
Aunque el TDAH se ha conceptualizado típicamente en un paradigma diagnóstico categórico, también se ha propuesto que este trastorno debería considerarse dentro de un modelo conductual más dimensional que vincule las funciones ejecutivas con los déficits observados. Los defensores argumentan que las concepciones clásicas del TDAH localizan erróneamente el problema en la percepción, en lugar de centrarse en los procesos internos involucrados en la producción de un comportamiento adecuado. Además, se ha teorizado que el desarrollo apropiado de la inhibición, que se percibe como deficiente en personas con TDAH, es esencial para el rendimiento normal de otras habilidades neuropsicológicas, como la memoria de trabajo y la autorregulación emocional. Así, dentro de este modelo, los déficits en la inhibición se conceptualizan como de desarrollo y resultado de sistemas ejecutivos que operan de manera atípica.
Tanto el TDAH como la obesidad son trastornos complejos y cada uno produce un gran impacto en el bienestar social de una persona, este impacto tanto físico como psicológico, refuerza que las personas obesas con el transtorno necesitan más tiempo de tratamiento y están en mayor riesgo de desarrollar complicaciones físicas y emocionales. La capacidad cognitiva para desarrollar un constructo personal integral y la capacidad para demostrar una regulación emocional adecuada son déficits centrales observados en personas con TDAH y están vinculados a déficits en la función ejecutiva. En general, la baja función ejecutiva observada en personas con TDAH se ha correlacionado con tendencias a comer en exceso y con la alimentación emocional. Este interés particular en la relación entre TDAH y obesidad rara vez se evalúa clínicamente y podría merecer más atención en investigaciones futuras.

### Trastorno del espectro autista
El autismo se diagnostica sobre la base de la presencia de un desarrollo marcadamente anormal o alterado en la interacción social y la comunicación y un repertorio marcadamente restringido o repetitivo de movimientos, actividades e intereses estereotípicos. Es un trastorno definido según el comportamiento, ya que no se conocen marcadores biológicos específicos. Debido a la variabilidad en la gravedad y el deterioro del funcionamiento que presentan las personas autistas, el trastorno se suele conceptualizar como existente a lo largo de un continuo o espectro de gravedad.
Las personas autistas suelen mostrar deterioro en tres áreas principales de la función ejecutiva:
- Fluidez: se refiere a la capacidad de generar ideas y respuestas novedosas. Aunque las poblaciones adultas están poco representadas en esta área de investigación, los hallazgos han sugerido que los niños autistas generan menos palabras e ideas novedosas y producen respuestas menos complejas que los niños de referencia.[61]
- Planificación: hace referencia a un proceso complejo y dinámico en el que se debe desarrollar, monitorear, reevaluar y actualizar una secuencia de acciones planificadas. Las personas autistas muestran deterioro en tareas que requieren habilidades de planificación en comparación con controles de desarrollo típico y este deterioro se mantiene con el tiempo. Como podría sospecharse, en casos de autismo con discapacidad de aprendizaje comórbida, se observa un déficit aditivo en muchos casos.
- Flexibilidad: La baja flexibilidad mental, demostrada en personas autistas, se caracteriza por comportamientos perseverativos, estereotipados y déficits en la regulación y modulación de actos motores. Algunas investigaciones han sugerido que las personas autistas experimentan una especie de perseveración "atascada" que es específica del trastorno, en lugar de una tendencia general a la perseveración más global. Estos déficits se han observado en muestras transculturales y han demostrado persistir con el tiempo. También se ha demostrado que las personas autistas reaccionan y ejecutan más lentamente en tareas que requieren flexibilidad mental en comparación con sus pares no autistas.[62]

Aunque ha habido cierto debate, la inhibición generalmente ya no se considera un déficit de la función ejecutiva en personas autistas. Las personas autistas han demostrado un rendimiento diferencial en varias pruebas de inhibición, con resultados que indican una dificultad general en la inhibición de una respuesta habitual. Sin embargo, el rendimiento en la tarea de Stroop, por ejemplo, no ha estado afectado en comparación con controles emparejados. Una explicación alternativa ha sugerido que las pruebas de función ejecutiva que demuestran una lógica clara son superadas por las personas autistas. En este sentido, el diseño de las medidas de inhibición ha sido implicado en la observación de un rendimiento deteriorado, más que la inhibición como un déficit central.
En general, las personas autistas muestran un rendimiento relativamente preservado en tareas que no requieren mentalización. Estas incluyen el uso de palabras de deseo y emoción, secuenciación de imágenes conductuales y reconocimiento de expresiones emocionales faciales básicas. En contraste, las personas autistas típicamente muestran un rendimiento deteriorado en tareas que sí requieren mentalización. Estas incluyen la creencias falsas, uso de palabras de creencia e idea, secuenciación de imágenes mentalistas y reconocimiento de emociones complejas como la intriga.

### Trastorno bipolar
El trastorno bipolar es un trastorno del estado de ánimo caracterizado por altibajos (manía) y depresiones. Estos cambios de humor a veces alternan rápidamente (en días o semanas) y otras veces no tan rápidamente (en semanas o meses). Un estudio de 2006 proporcionó evidencia sólida de deterioros cognitivos en personas con trastorno bipolar, particularmente en la función ejecutiva y el aprendizaje verbal. Además, estos déficits cognitivos parecen ser consistentes en diferentes culturas, lo que indica que son característicos del trastorno y no atribuibles a diferencias en valores, normas o prácticas culturales. Estudios de neuroimagen funcional han implicado anomalías en la corteza prefrontal dorsolateral y la corteza cingulada anterior como volumétricamente diferentes en personas con trastorno bipolar.
Las personas afectadas por el trastorno bipolar exhiben déficits en el pensamiento estratégico, el control inhibitorio, la memoria de trabajo, la atención y la iniciación, independientemente del estado afectivo. En contraste con el deterioro cognitivo más generalizado demostrado en personas con esquizofrenia, por ejemplo, los déficits en el trastorno bipolar suelen ser menos severos y más restringidos. Se ha sugerido que una "desregulación estable de la función prefrontal o del circuito subcortical-frontal del cerebro puede subyacer a las alteraciones cognitivas del trastorno bipolar". La disfunción ejecutiva en el trastorno bipolar se asocia particularmente con el estado maníaco y se explica en gran medida por el trastorno formal del pensamiento que es una característica de la manía. Es importante destacar, sin embargo, que los pacientes con trastorno bipolar con antecedentes de psicosis demostraron un mayor deterioro en medidas de funcionamiento ejecutivo y memoria de trabajo espacial en comparación con pacientes bipolares sin antecedentes de psicosis, lo que sugiere que los síntomas psicóticos están correlacionados con la disfunción ejecutiva.

### Enfermedad de Parkinson
La enfermedad de Parkinson (EP) se caracteriza principalmente por el daño a estructuras subcorticales del cerebro y suele estar asociada con dificultades motoras, además de problemas con la memoria y los procesos de pensamiento. Las personas afectadas por la EP frecuentemente presentan dificultades en la memoria de trabajo, un componente de las funciones ejecutivas. Los déficits cognitivos en las primeras etapas de la enfermedad de Parkinson parecen involucrar principalmente las funciones fronto-ejecutivas. Además, estudios sobre el papel de la dopamina en la cognición de pacientes con la enfermedad sugieren que aquellos con una suplementación inadecuada de dopamina presentan un mayor deterioro en las medidas de funcionamiento ejecutivo. Esto indica que la dopamina puede contribuir a los procesos de control ejecutivo. Se han reportado en pacientes con la enfermedad una mayor distracción, problemas en la formación y mantenimiento de conjuntos atencionales, déficits en funciones ejecutivas como la planificación autodirigida, la resolución de problemas y la memoria de trabajo. En términos específicos de memoria de trabajo, las personas con EP muestran déficits en las siguientes áreas, la memoria de trabajo espacial, aspectos del ejecutivo central de la memoria de trabajo, pérdida de memoria episódica, localización de eventos en el tiempo.
- Memoria de trabajo espacial: Los pacientes a menudo tienen dificultades para actualizar cambios en la información espacial y frecuentemente se desorientan. No registran la información contextual espacial de la misma manera que una persona típica lo haría casi automáticamente.[68] De manera similar, a menudo tienen problemas para recordar la ubicación de objetos que han visto recientemente y por lo tanto, también enfrentan dificultades para codificar esta información en la memoria a largo plazo.
- Aspectos del ejecutivo central: Se caracteriza frecuentemente por una dificultad para regular y controlar el flujo de pensamientos y cómo se utilizan los recuerdos para guiar el comportamiento futuro. Además, las personas afectadas por la enfermedad a menudo muestran comportamientos perseverativos, como continuar persiguiendo un objetivo después de haberlo alcanzado o una incapacidad para adoptar una nueva estrategia que pueda ser más adecuada para lograr un objetivo. Sin embargo, algunas investigaciones de 2007 sugieren que los pacientes con EP pueden ser menos persistentes en la búsqueda de objetivos que las personas típicas y podrían abandonar tareas antes cuando enfrentan problemas de mayor dificultad.[66]

- Pérdida de memoria episódica: La pérdida de memoria episódica en pacientes con la enfermedad de Parkinson típicamente muestra un gradiente temporal en el que los recuerdos más antiguos suelen estar más preservados que los más recientes. Además, mientras que el olvido del contenido de eventos está menos comprometido en el Parkinson que en el Alzheimer, lo opuesto ocurre con los recuerdos de datos de eventos.[69]

- Localización de eventos en el tiempo: Los pacientes a menudo presentan déficits en su capacidad para secuenciar información o fechar eventos. Se hipotetiza que parte de los problemas se deben a una dificultad más fundamental en la coordinación o planificación de estrategias de recuperación, más que a un fallo en el nivel de codificación o almacenamiento de información en la memoria. Este déficit también es probable que se deba a una dificultad subyacente en la recuperación adecuada de información de guiones. Los pacientes con la enfermedad de Parkinson a menudo exhiben signos de intrusiones irrelevantes, ordenación incorrecta de eventos y omisión de componentes menores en la recuperación de guiones, lo que lleva a una aplicación desorganizada e inapropiada de la información de guiones.

## Tratamiento

### Medicación
Los medicamentos basados en metilfenidato y anfetamina son tratamientos de primera línea para el TDAH. En promedio, estos estimulantes son más efectivos para tratar los síntomas principales del TDAH, incluida la disfunción ejecutiva, que el tratamiento psicosocial solo. Su eficacia para tratar el TDAH está entre las más altas de cualquier medicamento psicotrópico para cualquier condición psiquiátrica. El tratamiento con metilfenidato u otros medicamentos para el TDAH reduce los síntomas principales igualmente bien con o sin tratamiento psicosocial. Sin embargo, el tratamiento psicosocial puede conferir otros beneficios.

### Tratamiento psicosocial
Desde 1997, ha habido práctica experimental y clínica de tratamiento psicosocial para adultos con disfunción ejecutiva, particularmente el trastorno por déficit de atención con hiperactividad. El tratamiento psicosocial aborda las múltiples facetas de las dificultades ejecutivas y como su nombre indica, cubre déficits académicos, ocupacionales y sociales. Este tratamiento facilita mejoras significativas en los síntomas principales de la disfunción ejecutiva, como la gestión del tiempo, la organización y la autoestima. Un tipo de tratamiento psicosocial particularmente útil es el Entrenamiento Conductual para Padres, este entrenamiento ayuda a los padres, con la guía de un profesional de salud mental capacitado, a aprender cómo mejorar el comportamiento de sus hijos, utilizando principalmente métodos de refuerzo positivo y negativo en lugar de castigo. Los tratamientos psicosociales también son efectivos para adultos con TDAH. Un estudio muestra que varias intervenciones psicosociales, como el entrenamiento en mindfulness, la terapia cognitivo-conductual y la educación para reconocer comportamientos problemáticos, ayudan a los adultos con TDAH a llevar vidas más plenas.

### Terapia cognitivo-conductual y rehabilitación grupal
La terapia cognitivo-conductual (TCC) es un tratamiento frecuentemente sugerido para la disfunción ejecutiva, pero ha mostrado una efectividad limitada. Sin embargo, un estudio sobre TCC en un entorno de rehabilitación grupal mostró un aumento significativo en los resultados positivos del tratamiento en comparación con la terapia individual. Los síntomas auto-reportados por los pacientes en 16 ítems relacionados con el TDAH y las funciones ejecutivas se redujeron tras el período de tratamiento.

### Tratamiento para pacientes con lesión cerebral adquirida
Se ha examinado el uso de estímulos auditivos en el tratamiento del síndrome disejecutivo. La presentación de estímulos auditivos provoca una interrupción en la actividad actual, lo que parece ayudar a prevenir el "abandono de objetivos" al aumentar la capacidad de los pacientes para monitorear el tiempo y enfocarse en las metas. Con dichos estímulos, los sujetos ya no rindieron por debajo del promedio de su grupo de edad en términos de coeficiente intelectual.
Los pacientes con lesión cerebral adquirida también han sido sometidos a entrenamiento en gestión de objetivos. Las habilidades para el entrenamiento están asociadas con tareas de lápiz y papel que son adecuadas para pacientes que tienen dificultades para establecer objetivos. A partir de estos estudios se ha respaldado la eficacia del uso de este entrenamiento y el tratamiento de la disfunción ejecutiva debida a una lesión cerebral adquirida.

## Contexto del desarrollo
La comprensión de cómo la disfunción ejecutiva influye en el desarrollo tiene implicaciones importantes para conceptualizar las funciones ejecutivas y su papel en la formación del individuo. Trastornos que afectan a niños, como el trastorno por déficit de atención con hiperactividad (TDAH), el trastorno negativista desafiante, el trastorno de conducta, el autismo de alto funcionamiento y el síndrome de Tourette, han sido asociados con déficits en las funciones ejecutivas. Durante la década de 2000, las investigaciones se centraron principalmente en la memoria de trabajo, la planificación, el cambio de tareas, la inhibición y la fluidez. Estos estudios sugieren que existen diferencias significativas entre niños con desarrollo típico, grupos de control emparejados y grupos clínicos en las medidas de funcionamiento ejecutivo.
Algunas investigaciones han propuesto una relación entre la capacidad de los niños para obtener información sobre su entorno y su habilidad para controlar las emociones con el fin de comportarse de manera adecuada. Un estudio evaluó el desempeño de niños en una serie de pruebas psicológicas, utilizando su rendimiento como indicador de las funciones ejecutivas, estas abarcaron aspectos como funciones ejecutivas (autorregulación, monitoreo, atención, flexibilidad cognitiva), lenguaje, habilidades sensorimotores, visuospatiales y de aprendizaje, además de la percepción social. Los resultados indicaron que el desarrollo de la teoría de la mente en niños pequeños está vinculado a las habilidades de control ejecutivo y que este desarrollo puede verse afectado en individuos con signos de disfunción ejecutiva.
Se ha observado que los niños pequeños con problemas de conducta presentan habilidades verbales y funciones ejecutivas deficientes. La distinción precisa entre el estilo de crianza y la importancia de la estructura familiar en el desarrollo infantil aún no está completamente clara. Sin embargo, durante la infancia y los primeros años, la crianza es uno de los factores externos más determinantes en la reactividad del niño. En un estudio de Mahoney sobre la comunicación materna, los resultados mostraron que la forma en que las madres interactúan con sus hijos explica casi el 25% de la variabilidad en la tasa de desarrollo infantil. Cada niño es único, lo que convierte la crianza en un desafío emocional que debe estar estrechamente relacionado con el nivel de autorregulación emocional del niño (persistencia, tolerancia a la frustración y cumplimiento). Un enfoque prometedor investigado en 2006 con niños con discapacidad intelectual y sus padres es la enseñanza receptiva, este método es un currículo de intervención temprana diseñado para abordar las necesidades cognitivas, lingüísticas y sociales de niños pequeños con problemas de desarrollo. Basado en el principio del "aprendizaje activo", la enseñanza receptiva fue reconocida en la década de 1980 como un método adaptable a las necesidades individuales de cuidadores y niños. El impacto de los estilos de crianza en el desarrollo infantil es un área de investigación en constante evolución que parece no tener fin.

## Comorbilidad
Los problemas de flexibilidad están más relacionados con la ansiedad, mientras que los problemas de metacognición tienden a estar más asociados con la depresión.

## Implicaciones socioculturales

### Educación
En el entorno escolar, los niños con disfunción ejecutiva suelen mostrar déficits de habilidades que pueden clasificarse en dos grandes dominios, como lo son las habilidades de autorregulación y habilidades orientadas a objetivos. La siguiente tabla, adaptada del resumen de McDougall,  ofrece una visión general de los déficits específicos en las funciones ejecutivas comúnmente observados en el aula, junto con ejemplos de cómo estos déficits pueden manifestarse en el comportamiento.

#### Habilidades de autorregulación
| Ámbitos afectado | Manifestaciones en el aula |
| --- | --- |
| Percepción Capacidad para detectar eventos o estímulos en el entorno. | No percibe lo que sucede a su alrededor; no escucha las instrucciones. |
| Modulación Conciencia del esfuerzo necesario para realizar una tarea con éxito. | Comete errores en niveles fáciles y tiene éxito en niveles más difíciles; cree que la tarea es sencilla, pero no la realiza correctamente; mejora su desempeño al comprender que la tarea es más compleja de lo pensado.                                                    |
| Atención sostenida Habilidad para mantener el enfoque en una tarea a pesar de distracciones, fatiga o aburrimiento.                                                                 | Inicia la tarea, pero no trabaja de forma constante, se distrae fácilmente, se cansa con rapidez, considera que la tarea es demasiado larga o aburrida. |
| Flexibilidad Capacidad para cambiar de enfoque, adaptarse a nuevas condiciones o ajustar planes ante obstáculos, nueva información o errores (también conocida como adaptabilidad). | Tarda en detener una actividad y comenzar otra tras recibir instrucciones, persiste en una estrategia aunque sea ineficaz, muestra rigidez en las rutinas, rechaza considerar nueva información.                                                                            |
| Memoria de trabajo Habilidad para retener información mientras se realizan tareas complejas.                                                                                        | Olvida instrucciones, especialmente si son de varios pasos, solicita que le repitan información con frecuencia, olvida libros en casa o en la escuela, no puede realizar cálculos mentales, tiene dificultades para conectar con conocimientos previos y comprender textos. |
| Inhibición de respuestas Capacidad para reflexionar antes de actuar, a menudo suelen manifestarse como "impulsividad".                                                              | Actúa sin pensar, interrumpe con frecuencia, habla fuera de turno en clase, se levanta o se aleja del pupitre, juega de forma brusca y pierde el control, no considera las consecuencias de sus acciones.                                                                   |
| Regulación emocional Capacidad para moderar las respuestas emocionales. | Presenta estallidos de ira, llora con facilidad, se frustra rápidamente, se enfada con rapidez, actúa de manera inmadura o excesivamente alegre. |

#### Habilidades orientadas a objetivos
| Ámbito afectado | Manifestaciones en el aula |
| --- | --- |
| Planificación Capacidad para enumerar los pasos necesarios para alcanzar una meta o completar una tarea.                                                                              | No sabe por dónde empezar en asignaciones extensas, se siente abrumado por las demandas de la tarea, tiene dificultades para planificar proyectos a largo plazo, sus estrategias de resolución de problemas son limitadas y desordenadas, comienza a trabajar sin analizar adecuadamente los requerimientos, le cuesta listar los pasos necesarios para una tarea. |
| Organización Habilidad para ordenar información o materiales según un sistema. | Mantiene el pupitre, la carpeta y los cuadernos desorganizados, pierde libros, papeles o tareas, no anota información importante, tiene dificultades para recuperar información cuando la necesita. |
| Gestión del tiempo Capacidad para comprender cuánto tiempo está disponible, estimar cuánto llevará completar una tarea y monitorear el tiempo transcurrido en relación con el avance. | Realiza poco trabajo en un período determinado, desperdicia tiempo y luego se apresura para terminar a última hora, llega tarde a clases o entrega tareas con retraso, tiene dificultades para estimar el tiempo necesario para una tarea, muestra poca conciencia del paso del tiempo.                                                                            |
| Automonitoreo Capacidad de tomar distancia y evaluar lo que se está haciendo, lo que también puede considerarse capacidad "metacognitiva".                                            | Comete errores por descuido, no revisa su trabajo antes de entregarlo, no evalúa su progreso durante una tarea, cree que una tarea está bien hecha cuando en realidad está mal realizada o viceversa. |

Los profesores desempeñan un papel crucial en la aplicación de estrategias dirigidas a mejorar el éxito académico y el funcionamiento en el aula de las personas con disfunción ejecutiva. En un entorno de aula, el objetivo de la intervención debe ser, en última instancia, aplicar un control externo, según sea necesario por ejemplo, adaptar el entorno para que se ajuste al niño, proporcionar el apoyo de un adulto, en un intento de modificar las conductas problemáticas o complementar los déficits de habilidades. En última instancia, las dificultades de la función ejecutiva no deben atribuirse a rasgos o características negativos de la personalidad, como la pereza, la falta de motivación, la apatía y la terquedad, ya que estas atribuciones no son útiles ni precisas.
En el desarrollo de estrategias de intervención deben tenerse en cuenta varios factores, entre los que se incluyen el nivel de desarrollo del niño, las discapacidades comórbidas, los cambios en el entorno, los factores de motivación y las estrategias de entrenamiento. También se recomienda que las estrategias adopten un enfoque proactivo en la gestión del comportamiento o de los déficits de habilidades cuando sea posible, en lugar de adoptar un enfoque reactivo. Por ejemplo, ser consciente de dónde puede tener dificultades un alumno a lo largo del día puede ayudar al profesor a planificar cómo evitar estas situaciones o cómo adaptarse a las necesidades del alumno.
Las personas con disfunción ejecutiva tienen una velocidad de procesamiento cognitivo más lenta y por ello suelen tardar más en completar las tareas que las personas que demuestran capacidades típicas de la función ejecutiva, lo que puede resultar frustrante para el individuo y servir para impedir su progreso académico. Se ha sugerido que los trastornos que afectan a los niños, como el TDAH, junto con el trastorno negativista desafiante, el trastorno de conducta, el autismo de alto funcionamiento y el síndrome de Tourette, implican déficits en el funcionamiento ejecutivo. En la década de 2000, la investigación se centró principalmente en la memoria de trabajo, la planificación, el cambio de juego, la inhibición y la fluidez. Esta investigación sugiere que existen diferencias entre los controles típicamente funcionales y los grupos clínicos en las medidas de funcionamiento ejecutivo.
Además, algunas personas con TDAH manifiestan experimentar frecuentes sensaciones de somnolencia, lo que puede dificultar su atención en las clases, las lecturas y la realización de tareas. También se ha observado que las personas con este trastorno necesitan más estímulos para procesar la información al leer y escribir. El procesamiento lento puede manifestarse en el comportamiento como señal de falta de motivación por parte del alumno. Sin embargo, el proceso lento refleja un deterioro de la capacidad para coordinar e integrar múltiples habilidades y fuentes de información.
La principal preocupación de las personas con autismo en relación con el aprendizaje es la imitación de habilidades, lo que puede suponer una barrera en muchos aspectos, como el aprendizaje de las intenciones de los demás, los estados mentales, el habla, el lenguaje y las habilidades sociales en general. Las personas con autismo tienden a depender de las rutinas que ya dominan y tienen dificultades para iniciar nuevas tareas no cotidianas. Aunque se calcula que entre el 25 y el 40% de las personas con autismo tienen también problemas de aprendizaje, muchas demuestran tener una memoria memorística y una memoria para el conocimiento de hechos impresionantes. Por ello, la repetición es el método de instrucción principal y más eficaz cuando se enseña a personas con autismo.
Estar atento y concentrado para las personas con síndrome de Tourette es un proceso difícil. Las personas afectadas por este trastorno tienden a distraerse con facilidad y a actuar de forma muy impulsiva. Por eso es muy importante disponer de un entorno tranquilo con pocas distracciones para conseguir el mejor ambiente de aprendizaje. Concentrarse es particularmente difícil para los afectados por el síndrome de Tourette comórbido con otros trastornos como el TDAH o el trastorno obsesivo-compulsivo, hace que concentrarse sea muy difícil. Además, se puede encontrar que estos individuos repiten palabras o frases de forma consistente, ya sea inmediatamente después de aprenderlas o después de un periodo de tiempo retrasado.

### Comportamiento delictivo
La disfunción prefrontal se ha identificado como un marcador de comportamientos delictivos persistentes. La corteza prefrontal está involucrada en funciones mentales como la regulación emocional, la anticipación y el autocontrol. Las personas con disfunción en esta área muestran un control mental limitado sobre su comportamiento, menor flexibilidad y dificultades para prever las consecuencias de sus acciones, lo que puede derivar en conductas inestables o delictivas. Un estudio de 2008 realizado por Barbosa y Monteiro encontró que los delincuentes reincidentes presentaban disfunción ejecutiva, dado que las alteraciones en las funciones ejecutivas pueden limitar la respuesta a programas de rehabilitación y resocialización, estos hallazgos explican en parte la reincidencia delictiva. Se han establecido relaciones estadísticamente significativas entre comportamientos antisociales y déficits en las funciones ejecutivas. La inestabilidad emocional asociada con la disfunción ejecutiva puede contribuir a conductas delictivas. Sin embargo, no está claro si estos comportamientos antisociales son específicamente consecuencia de déficits ejecutivos o de otras alteraciones neuropsicológicas generales. La falta de control en las funciones ejecutivas aumenta la probabilidad de comportamientos agresivos que pueden culminar en actos delictivos. Lesiones en la región orbitofrontal también pueden dificultar la evitación de riesgos, los juicios sociales y provocar agresividad refleja. Una respuesta habitual a estos hallazgos es que la mayor incidencia de lesiones cerebrales entre la población criminal puede deberse al peligro asociado a una vida delictiva. Junto con este razonamiento, se supondría que algún otro rasgo de la personalidad es responsable del desprecio de la aceptabilidad social y de la reducción de la aptitud social.
Además, hay quien piensa que la disfunción no puede ser toda la culpable, ya que existen factores ambientales interactivos que también influyen en la probabilidad de cometer actos delictivos. Esta teoría propone que los individuos con este déficit son menos capaces de controlar los impulsos o prever las consecuencias de acciones que parecen atractivas en ese momento y que suelen estar provocadas por factores ambientales. Hay que reconocer que las frustraciones de la vida, combinadas con una capacidad limitada para controlar los acontecimientos vitales, pueden provocar fácilmente agresiones u otras actividades delictivas.